# Mirko Opazo
Mirko Andrés Opazo Torrejón (Santiago del Cile, 9 febbraio 1991) è un calciatore cileno, centrocampista del MesoAmerica.

## Carriera

### Club
Ha giocato nella prima divisione cilena.

### Nazionale
Nel 2011 ha partecipato al campionato sudamericano Under-20.